# مارغريت، كونتيسة أنجو
مارغريت، كونتيسة أنجو (بالفرنسية: Marguerite d'Anjou)‏ (1272 - 31 ديسمبر 1299) كانت كونتيسة أنجو وماين في القانون، وكونتيسة فالوا وألونسون وشارتر وبيرش من خلال الزواج، هي الابنة الكبرى لـ كارلو الثاني ملك نابولي وماريا من المجر، في حين تعتبر الزوجة الأولى لـ شارل كونت فالوا.

## الأسرة
تزوجت مارغريت من شارل الابن الثالث لـ فيليب الثالث ملك فرنسا وإيزابيلا من أراغون في 16 أغسطس 1290، تنازل والدها عن مقاطعات أنجو وماين كـ مهر لابنته؛ كان لديهم خمسة أبناء تقربياً:-
- إيزابيلا (1309-1292) دوقة بريتاني بزواجها من جان الثالث.
- فيليب السادس ملك فرنسا (1350-1292).
- جوان (حوالي. 1294-1342) كونتيسة هولندا وهينو بزواجها من ويليام الثاني والأول.
- مارغريت (1342-1295) كونتيسة بلوا بزواجها من غي الأول
- شارل الثاني، كونت ألونسون (1346-1297).

عند وفاتها احتفظ زوجها بالألقاب حتى وفاته في 1325، ثم مررت إلى ابنهما البكر.